# Tenis ziemny na Igrzyskach Małych Państw Europy 2019
Tenis ziemny na Igrzyskach Małych Państw Europy 2019 – turniej tenisowy, który był rozgrywany w dniach 28 maja–1 czerwca 2019 roku podczas igrzysk małych państw Europy w Budvie. Zawodnicy zmagali się na obiektach Slovenska Plaža Tennis Center. Sportowcy rywalizowali w pięciu konkurencjach: singlu i deblu mężczyzn oraz kobiet, a także mikście.

## Medaliści
Poczet medalistów zawodów tenisowych podczas Igrzysk Małych Państw Europy 2019.
| Konkurencja             | Złoty medal                       | Srebrny medal                   | Brązowy medal                                             |
| gra pojedyncza kobiet   | Vladica Babić                     | Eléonora Molinaro               | Raluca Șerban Elaine Genovese                             |
| gra pojedyncza mężczyzn | Romain Arneodo                    | Ugo Nastasi                     | Lucas Catarina Marco De Rossi                             |
| gra podwójna kobiet     | Eleni Luka Raluca Șerban          | Francesca Curmi Elaine Genovese | Eléonora Molinaro Claudine Schaul                         |
| gra podwójna mężczyzn   | Menelaos Efstatiu Elefterios Neos | Romain Arneodo Lucas Catarina   | Mario Aleksić Rrezart Cungu Timo Kranz Vital Leuch        |
| gra mieszana            | Raluca Șerban Elefterios Neos     | Vladica Babić Rrezart Cungu     | Eléonora Molinaro Ugo Nastasi Danae Petroula Florent Diep |

### Tabela medalowa
Klasyfikacja medalowa zawodów tenisowych podczas Igrzysk Małych Państw Europy 2019.
| Miejsce | Państwo       | Złoto | Srebro | Brąz | Razem |
| ------- | ------------- | ----- | ------ | ---- | ----- |
| 1.      | Cypr          | 3     | 0      | 1    | 4     |
| 2.      | Monako        | 1     | 1      | 2    | 4     |
| 3.      | Czarnogóra    | 1     | 1      | 1    | 3     |
| 4.      | Luksemburg    | 0     | 2      | 2    | 4     |
| 5.      | Malta         | 0     | 1      | 1    | 2     |
| 6.      | Liechtenstein | 0     | 0      | 1    | 1     |
| 6.      | San Marino    | 0     | 0      | 1    | 1     |
|         | Razem         | 5     | 5      | 9    | 19    |